# Antoigny
Antoigny is een plaats en voormalige gemeente in het Franse departement Orne in de regio Normandië en telt 115 inwoners (2009). De plaats maakt deel uit van het arrondissement Alençon.

## Geschiedenis
Op 12 januari 2016 werd de gemeente opgeheven en werd Antoigny bij de aangrenzende gemeente La Ferté-Macé gevoegd.

## Geografie
De oppervlakte van Antoigny bedraagt 4,8 km², de bevolkingsdichtheid is dus 24,2 inwoners per km².
De onderstaande kaart toont de ligging van Antoigny met de belangrijkste infrastructuur en aangrenzende gemeenten.

## Demografie
Onderstaande figuur toont het verloop van het inwonertal (bron: INSEE-tellingen).